# Riedelia nymanii
Riedelia nymanii là một loài thực vật có hoa trong họ Gừng. Loài này được Karl Moritz Schumann miêu tả khoa học đầu tiên năm 1904.

## Phân bố
Loài này được tìm thấy ở cao độ 800 m tại Sattelberg, trên dãy núi Bismarck ở Kaiser-Wilhelmsland (nay thuộc tỉnh Morobe, Papua New Guinea). Mẫu vật điển hình: E.O.A Nyman 553 do Erik Olof August Nyman (1866-1900) thu thập tháng 6 năm 1899.